# New Glenn
El New Glenn (en español, Nuevo Glenn) es un vehículo de lanzamiento de financiación privada desarrollado por Blue Origin.
El trabajo de diseño del vehículo comenzó en 2012. Las nuevas especificaciones de alto nivel para el vehículo se anunciaron en septiembre de 2016. El New Glenn se describe como un cohete de dos o tres etapas de 7 metros de diámetro. Su primera etapa contará con siete motores BE-4 que también están diseñados y fabricados por Blue Origin. Al igual que el vehículo de lanzamiento suborbital New Shepard que lo precede, la primera etapa de New Glenn está diseñada para ser reutilizable.
Después de iniciar el desarrollo de un sistema de cohete orbital con anterioridad a 2012, Blue Origin anunció públicamente sus planes de vehículo lanzadores orbitales en septiembre de 2015. En enero de 2016, Blue Origin indicó que el nuevo cohete sería muchas veces más grande que New Shepard. En septiembre de 2016, Blue Origin liberó públicamente el diseño avanzado del vehículo—y anunció que su nombre será New Glenn—.
Los lanzamientos del New Glenn están planeados para ser hechos desde el Complejo de Lanzamiento 36 del Centro espacial Kennedy, en Florida, el cual fue arrendado a Blue Origin en 2015. El New Glenn también estará disponible para vuelos de turismo espacial, con la prioridad dada a clientes del New Shepard.
El 13 de enero de 2025, Blue Origin realizó su primer intento de lanzamiento con el vehículo. Después de varios retrasos en la cuenta regresiva, el intento fue cancelado aproximadamente a las 3:05 AM EST (08:05 UTC). El 16 de enero de 2025, a las 2:03 AM EST (07:03 UTC), el New Glenn despegó finalmente, después de varios intentos fallidos.Con esto, Blue Origin alcanzó la órbita en su primer intento, inyectando la etapa superior GS-2 y la carga útil del prototipo Blue Ring en la órbita terrestre media. La primera etapa, GS-1, falló en la maniobra de aterrizaje y se cree que se quemó durante la reentrada.

## Clientes y financiación
Para septiembre de 2017, Blue Origin tenía contratos con nuevos clientes para los vuelos de New Glenn. Eutelsat y las nuevas empresas de Tailandia, Space Corporation, tienen lanzamientos de satélites de comunicaciones de órbita geosíncrona planificados después de 2020, mientras que el operador de la flota de constelación de internet por satélite OneWeb ha contratado cinco lanzamientos.
Por otra parte, el desarrollo y la fabricación del nuevo vehículo de lanzamiento de dos o tres etapas está siendo autofinanciado por Jeff Bezos, fundador de Amazon. Para septiembre de 2017, Bezos había invertido 2 500 millones de dólares de su bolsillo en el lanzador. 

## Descripción y especificaciones técnicas

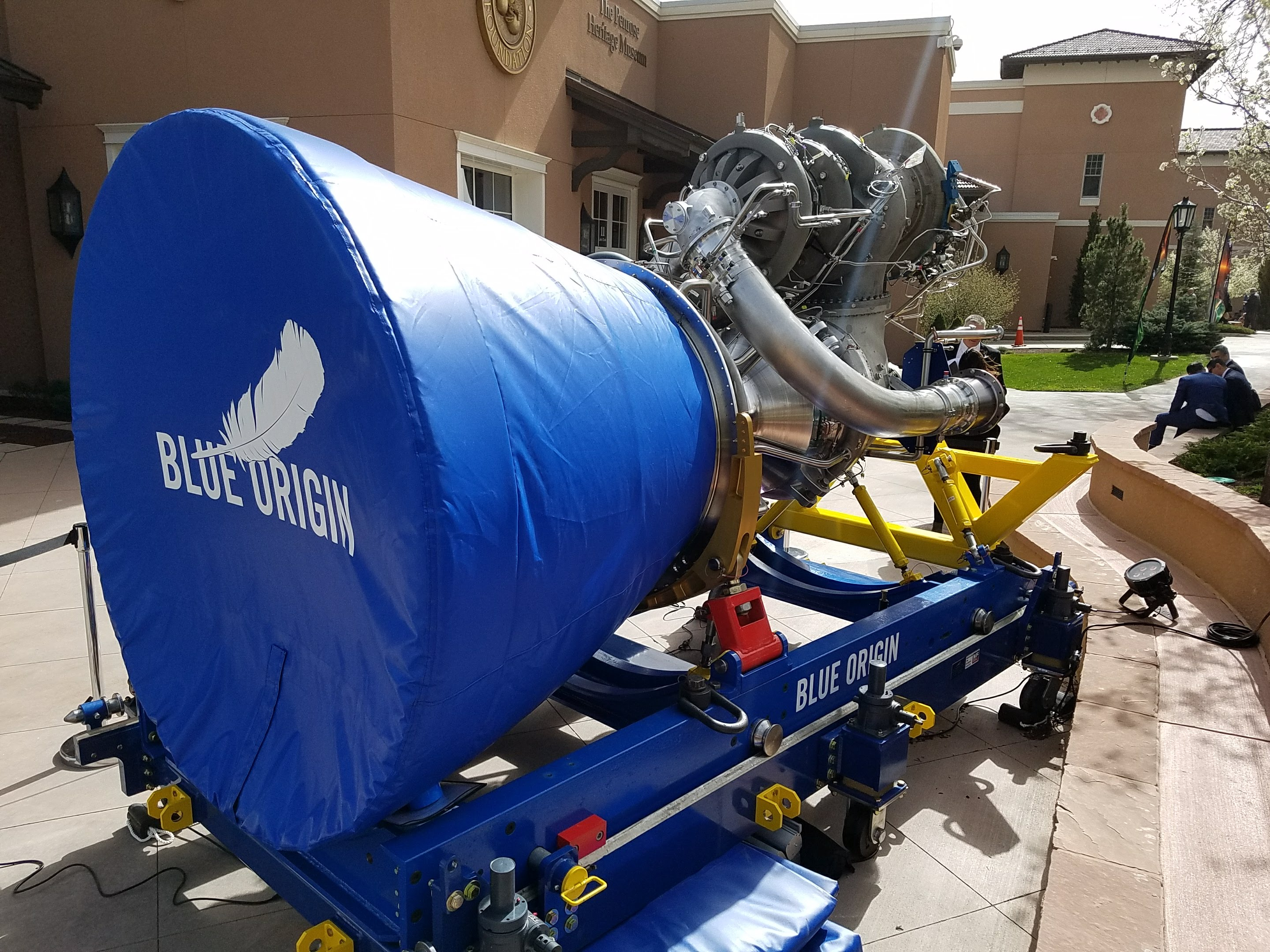
El primer motor de cohete Blue Origin BE-4 probado, número de serie 103, en el 34 Simposio Espacial en Colorado Springs, Colorado, abril de 2018, mostrando el lado de entrada de metano líquido del motor.

El New Glenn es un vehículo de lanzamiento orbital de dos etapas con un diámetro de 7 m con una primera etapa reutilizable y una segunda etapa desechable. Se había previsto una tercera etapa opcional con un único motor BE-3U, y estaba planeada para octubre de 2018.
La primera etapa (GS1) está diseñada para ser reutilizable en un mínimo de 25 vuelos y aterrizará verticalmente, una tecnología previamente desarrollada por Blue Origin y probada en 2015-2016 en su vehículo de lanzamiento suborbital New Shepard. La segunda etapa (GS2) tendrá el mismo diámetro y "aproximadamente 26.8 metros de altura" y será desechable. Ambas etapas utilizarán tanques de aluminio orthogrid con cúpulas de aluminio soldadas y mamparos comunes. Ambas etapas también usarán presurización autógena.
La primera etapa está propulsada por siete motores BE-4 de metano/oxígeno, diseñados y fabricados por Blue Origin, que producen 17 000 kN de empuje al despegue. La segunda etapa será impulsada por dos motores BE-3U optimizados para el vacío, también diseñados y fabricados por Blue Origin, utilizando hidrógeno/oxígeno como propelentes.
La compañía declaró en 2019 que la capacidad de carga útil operacional completa planificada de la versión de dos etapas del New Glenn sería de 13 000 kg a GTO y 45 000 kg a una LEO inclinada de 51.6°, aunque la capacidad operativa inicial podría ser algo menor. A partir de 2018, se planeaba ofrecer lanzamientos duales de satélites después de los primeros cinco vuelos.
Se planea que los lanzamientos del New Glenn se realicen desde la Estación de la Fuerza Espacial de Cabo Cañaveral en Florida, con el Complejo de Lanzamiento 36 (LC-36) alquilado a Blue Origin en 2015 en apoyo del programa New Glenn. A partir de 2023, Blue Origin y la Fuerza Espacial de EE. UU. también planean construir una instalación de lanzamiento en la costa oeste para el New Glenn en la Base de la Fuerza Espacial Vandenberg en California, que se llamará Complejo de Lanzamiento Espacial 9 (SLC-9).
El New Glenn también estará disponible para vuelos de turismo espacial, con prioridad para los clientes de New Shepard. Se pretende que los propulsores de la primera etapa del New Glenn sean reutilizables y, originalmente, se pretendía recuperarlos en el océano Atlántico a través de su barco plataforma de aterrizaje Jacklyn, que habría actuado como una plataforma de aterrizaje móvil flotante. El barco estabilizado hidrodinámicamente habría aumentado la probabilidad de una recuperación exitosa en mares agitados. Ese barco fue desguazado, y una nueva barcaza de aterrizaje llamada Landing Platform Vessel 1, también apodada Jacklyn, fue comisionada y se volvió operativa en 2024.